# سيات 131
سيات 131 (بالإنجليزية: SEAT 131)‏ هي سيارة عائلية متوسطة الحجم ، أنتجتها شركة تصنيع السيارات الإسبانية سيات من عام 1975 إلى منتصف عام 1984. عرضت لأول مرة في مايو 1975 في معرض برشلونة للسيارات.
مع قيام سيات بتشكيل شراكة مع فيات ، كان سيات 131 نسخة معدلة من فيات 131 ، والتي تم عرضها قبل تسعة أشهر في تورينو. كانت مزودة بمحركات منتجة محليًا . دخلت سيات 131 الإنتاج في أوائل عام 1975 في برشلونة وتم صناعة 412,948 سيارة حتى توقف الإنتاج.

## مرجع
1. ↑  
"Ultimatecarpage.com -". مؤرشف من الأصل في 2018-01-25. اطلع عليه بتاريخ 2014-03-26.